# Aglaia chittagonga
Aglaia chittagonga är en tvåhjärtbladig växtart som beskrevs av Friedrich Anton Wilhelm Miquel. Aglaia chittagonga ingår i släktet Aglaia och familjen Meliaceae. Inga underarter finns listade i Catalogue of Life.